# John Pendry
Sir John Brian Pendry (narozen 4. července 1943 v Manchesteru) je anglický teoretický fyzik, známý svým výzkumem indexu lomu a vytvořením prvního praktického „pláště neviditelnosti“ (angl. invisibility cloak). Je profesorem teoretické fyziky pevných látek na Imperial College London, kde byl vedoucím katedry fyziky (1998–2001) a děkanem Fakulty fyzikálních věd (2001–2002). Je čestným členem Downing College v Cambridgi (kde studoval) a členem IEEE. Společně se Stefanem Hellem a Thomasem Ebbesenem obdržel v roce 2014  Kavliho cenu v oblasti nanovědy „za zásadní přínos v oblasti nanooptiky, které prolomily dlouholeté přesvědčení o omezeních mezí rozlišovací schopnosti optické mikroskopie a zobrazování“.

## Vzdělání
John Pendry studoval na Downing College v Cambridgi, absolvoval s titulem Master of Arts v oblasti přírodních věd. Postgraduální studium dokončil v roce 1969, titul Ph.D. získal za disertační práci „The application of pseudopotentials to low energy electron diffraction“.

## Akademická kariéra
John Pendry se narodil v Manchesteru, kde jeho otec byl obchodním zástupcem v oblasti ropného průmyslu. Vystudoval přírodní vědy na Downing Colledge v Cambridge, poté zde v letech V letech 1969-1975 působil jako vědecký pracovník. V letech 1972–1973 působil v Bellových laboratořích  a v letech 1975-1981 byl vedoucím teoretické skupiny v SERC Daresbury Laboratory. Poté byl jmenován vedoucím katedry teoretické fyziky na Imperial College London, kde zůstal po zbytek své kariéry. V letech 1993-1996 byl děkanem Royal College of Science, v letech 1998-2001 byl vedoucím katedry fyziky a v letech 2001-2002 byl děkanem Faculty of Physical Sciences (Fakulty fyzikálních věd). Je autorem nebo spoluautorem více než 300 vědeckých prací a podnítil mnoho experimentálních iniciativ.
V roce 1984 byl zvolen členem britské Královské společnosti a v roce 2004 byl za svůj přínos vědě povýšen do šlechtického stavu (Knight Bachelor) a získal tedy titul „Sir“. V roce 2008 (u příležitosti jeho 65. narozenin) mu na jeho počest bylo věnováno vydání časopisu Journal of Physics: Condensed Matter.

## Výzkum
John Pendry je autorem nebo spoluautorem řady článků a několika odborných knih. Pendryho výzkumná kariéra začala jeho doktorátem, který se zabýval difrakcí nízkoenergetických elektronů (LEED). Tato technika zkoumání povrchu materiálů, byla objevena již ve dvacátých letech 20. století, ale čekala na to, až se Pendryho metoda výpočtu výsledků stane prakticky využitelnou. Jeho školitel Volker Heine poznamenal, že John Pendry „je jedním z mála studentů, kteří samostatně dělali věci, které bych sám nikdy nedokázal“. V Bellových laboratořích John Pendry spolupracoval s Patrickem Lee v oblasti fotoelektronové spektroskopie a vyvinul první kvantitativní teorii EXAFS, za což mu byla v roce 1996 udělena Diracova cena.
John Pendry si všiml, že problém fotoemise je podobný jeho práci zabývající se LEED, což bylo důležité, protože synchrotron v Daresbury Laboratory byl právě uveden do provozu. Jako vedoucí tamní teoretické skupiny publikoval svou teorii úhlově rozlišené fotoemise, která je dodnes standardním modelem v oboru. Tyto metody umožnily určit pásmovou strukturu elektronů v pevných látkách a na površích s nebývalou přesností a v roce 1980 navrhl techniku inverzní fotoemise, která se nyní široce používá pro zkoumání neobsazených elektronových stavů.

### Metamateriály
Zatímco si udržoval pozici předního britského teoretického fyzika, začal v Imperial College studovat chování elektronů v neuspořádaných prostředích a odvodil úplné řešení obecného problému rozptylu v jednom rozměru a pokročilé techniky pro studium vyšších rozměrů, které jsou důležité pro vodivost biomolekul. V roce 1994 publikoval své první práce o fotonových pásových strukturách, které umožnily objevit interakci světla s kovovými systémy. To vedlo k ke vzniku myšlenky kompozitních metamateriálů.

### Dokonalá čočka
Článek v časopise Physical Review Letters z roku 2000, který dále rozšířil výzkumy ruského vědce Victora Veselaga, se stal jeho nejcitovanější prací. Navrhl jednoduchou metodu vytvoření čočky, jejíž ohnisko by bylo teoreticky dokonalé. Zpočátku měl mnoho kritiků, kteří nemohli uvěřit, že tak krátký článek může dostatečně vysvětlit zásadní myšlenku. Jeho závěry však byly experimentálně potvrzeny a pojem dokonalé čočky nebo také superčočky způsobil revoluci v nanooptice.

### Plášť neviditelnosti
V roce 2006 přišel s nápadem ohýbat světlo tak, aby se kolem objektu vytvořil obal, který objekt účinně zneviditelní. Společně s Davidem R. Smithem z Duke University v USA tuto myšlenku demonstroval na frekvenci mikrovln. Tato myšlenka, obecně známá jako plášť neviditelnosti, podnítila mnoho nedávných prací v oblasti metamateriálů. V roce 2009 získal spolu se Stefanem Maierem velký grant od Leverhulme Trust na rozvoj myšlenek dokonalé čočky a pláště neviditelnosti ve vlnových délkách viditelného světla.

## Ocenění a vyznamenání
- V roce 2019 získal SPIE Mozi Award „za zásadní přínos k vývoji dokonalé čočky“.[17]
- 12. července 2017 (většina ostatních vyznamenaných tuto medaili obdržela 27. září, v předvečer státního svátku) obdržel Stříbrnou medaile předsedy Senátu ČR.[18]
- V roce 2016 obdržel Dan David Prize (mezinárodní cena, kterou uděluje Izrael).
- V roce 2014, společně se Stefanem Hellem a Thomasem Ebbesenem obdržel Kavliho cenu v oblasti nanověd „za zásadní přínos v oblasti nanooptiky, které prolomily dlouholeté přesvědčení o omezeních mezí rozlišovací schopnosti optické mikroskopie a zobrazování“[19] (cena je považována za možný předstupeň k Nobelově ceně).[20]
- V roce 2013 ziskal Medaili Isaaca Newtona, kterou uděluje britský Institute of Physics.[21]
- V roce 1994 obdržel BVC Medal and Prize, kterou uděluje British Vacuum Council.